# شهرستان موریسون (مینه‌سوتا)
شهرستان موریسون، مینه‌سوتا (به انگلیسی: Morrison County, Minnesota) شهرستانی در ایالات متحده آمریکا است که در مینه‌سوتا واقع شده‌است.